# Ludwik Kutrzeba
Ludwik Kutrzeba, także Ludwik Kutrzepa (ur. 12 lipca 1906 w Pilaszkowicach, zm. ?) – polski działacz państwowy i prawnik, w latach 1949–1950 przewodniczący Pomorskiej Wojewódzkiej Rady Narodowej w Kielcach.

## Życiorys
W 1936 ukończył studia na Wydziale Prawa Katolickiego Uniwersytetu Lubelskiego, następnie rozpoczął aplikację sądową w Sądzie Okręgowym w Lublinie. Od sierpnia 1945 do sierpnia 1946 wykonywał zawód notariusza w kancelarii we Włoszczowie. W 1946 mianowany sędzią Sądu Grodzkiego w Kielcach. Objął także kancelarię notarialną w tym mieście, prowadzoną do 1951, a następnie został szefem Państwowego Biura Notarialnego w Kielcach. Zasiadał w Wojewódzkiej Radzie Narodowej w Kielcach z ramienia Stronnictwa Ludowego, pełnił funkcję jej przewodniczącego od 22 września 1947 do 27 grudnia 1948. W 1954 należał do założycieli Towarzystwa Przyjaciół Sztuk Pięknych w Kielcach.
W 1955 odznaczony Medalem 10-lecia Polski Ludowej.

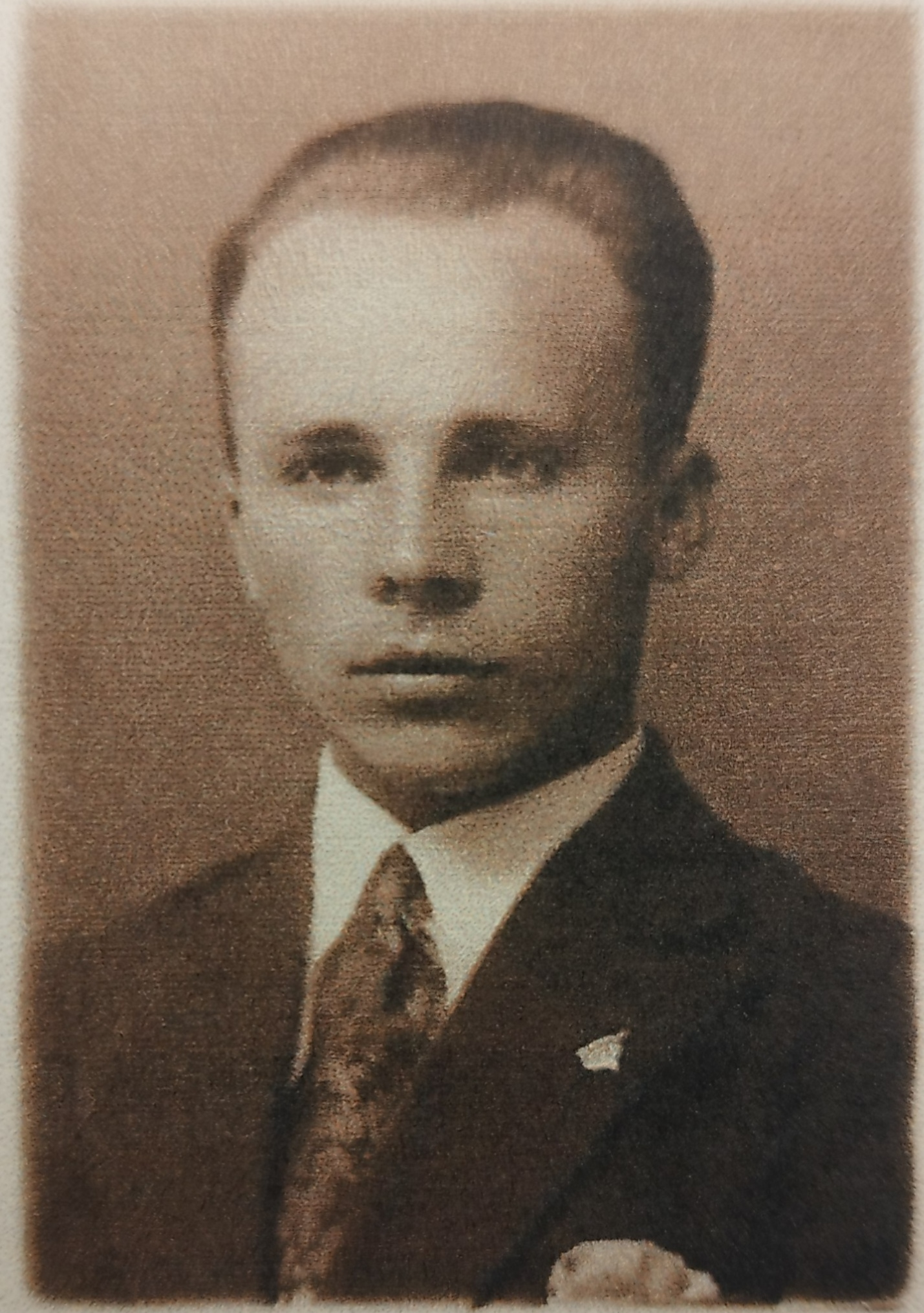
Ludwik Kutrzeba w Konserwatorium Warszawskim (1932)